# Lucien Gamblin
Pour les articles homonymes, voir Gamblin.
Lucien Gamblin, né le 22 juillet 1890 à Ivry-sur-Seine et mort le 30 août 1972 dans le 18e arrondissement de Paris, était un joueur français de football.

## Biographie
Ce défenseur surnommé « Lulu » compte 17 sélections en équipe de France de football entre 1911 et 1923. 
Lors de la Première Guerre mondiale, il est mobilisé au sein de l'armée de terre et intègre le 76e R.I.. 
Il joue lors de la saison 1917-1918 au Club français. Après la défaite de son club en quart de finale de la Coupe de France face à l'Olympique, le journaliste de L'Auto juge « qu'il est toujours le Gamblin d'avant-guerre, c'est-à-dire l'un des meilleurs arrières français ».
Le 29 juin 1919, il perdit en finale face aux Tchèques les Jeux interalliés.
Il était le capitaine de l'équipe de France qui battit pour la première fois une équipe nationale anglaise, celle des amateurs, le 5 mai 1921 au stade Pershing à Paris. 
Lors des trois succès du Red Star en Coupe de France, Lucien Gamblin en était le capitaine.
Sa carrière sportive achevée, Lucien Gamblin devint journaliste sportif à L'Auto puis à France Football, notamment. 
Ses cendres ont été déposées dans la case 14 591 du columbarium du Père-Lachaise, avant d'être relevées,.

## Carrière
- 1904-1907 :  US Saint-Mandé
- 1907-1923 :  Red Star
- au moins la saison 1917-1918 : Club français

## Palmarès
- Vainqueur de la Coupe de France en 1921, 1922 et 1923 avec le Red Star

## Distinction
- Chevalier de la légion d'Honneur le 29 avril 1918, sur le front, à l'occasion de sa septième citation [8].

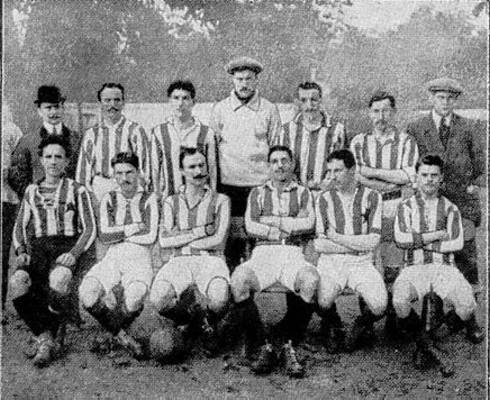
L'équipe du Red Star en 1910. Gamblin est le deuxième joueur debout en partant de la gauche.

## Liens externes

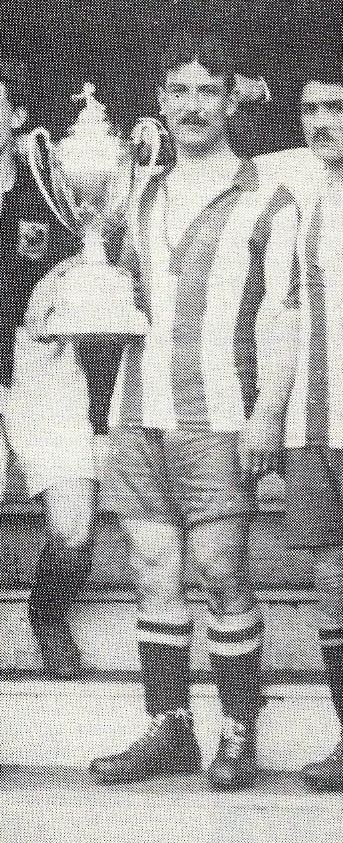
La troisième coupe de France de football d'affilée pour Lucien Gamblin (1923).

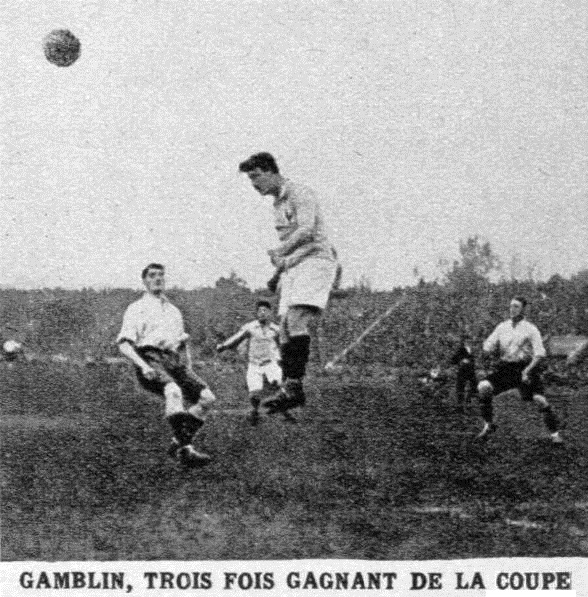
Lucien Gamblin, trois fois vainqueur consécutivement de la Coupe de France, toujours en mai 1923.